# Yassassin
«Yassassin» es una canción escrita por el músico británico David Bowie para el álbum de 1979, Lodger. Yassassin es una canción new wave con influencias de la música turca y del reggae jamaiquino.
El título de la canción deriva del verbo Turco, que se usa para desear a alguien una vida larga, escrito como yaşasın (pronunciado [jaʃaˈsɯn]).

## Lanzamiento
"Yassassin" fue publicado como sencillo – el tercer sencillo en ser publicado del álbum – pero solamente en los Países Bajos y Turquía. El sencillo editado neerlandés de la canción fue incluido en Re:Call 3, como parte de la recopilación de 2017, A New Career in a New Town (1977–1982).

## Otras versiones
- Litfiba – Yassassin EP (1984)[6]

## Lista de canciones
Todas las canciones escritas por David Bowie.
1. "Yassassin" – 3:07
2. "Repetition" – 3:00

La versión turca del sencillo, tiene "Red Money" como lado B.

## Créditos
- David Bowie – voz principal y coros, sintetizador
- Dennis Davis – batería, coros
- Carlos Alomar – guitarra rítmica, coros
- George Murray – bajo eléctrico, coros
- Tony Visconti – guitarra líder, coros
- Simon House – violín, coros